# Raphael Mberlina Ngaguele
Raphael Ngaguele Mberlina, né le 10 janvier 2001, est un athlète camerounais spécialiste du 100 mètres et du 200 mètres.

## Biographie

### Éducation
Raphael Ngaguele Mberlina a fait ses études secondaires au  Lycée général Leclerc à Yaoundé au Cameroun.

### Carrière
Il bat le record du Cameroun des 200 mètres le 7 mars 2021 à l’occasion du premier meeting interclubs de la saison.    
En 2024, il enregistre une performance de 10 secondes 26 au 100 mètre et 20 secondes 59 au 200 mètre ce qui lui permet de se qualifier pour les Jeux africains 2023 au Ghana et pour les championnats d’Afrique d'athlétisme 2024 au Cameroun.

## Palmarès
Raphael Ngaguele Mberlina a été trois fois champion national pour le sprinter de 100 mètres et 200 mètres. 
Il participe au: 
- 1er Meeting Inter Clubs, Complexe Sportif D'olembe, Yaoundé où il occupe la deuxième place lors de la course de 100m le 6 janvier 2024.
- 2ème Meeting Inter Clubs,Stade omnisports Ahmadou Ahidjo, Yaoundéoù il occupe la première place lors de la course de 200m le 01 mai 2022.